# Nombre de Gukhman
Le nombre de Gukhman ({\displaystyle Gu}) est un nombre sans dimension utilisé dans les opérations de transfert thermique combinées avec un transfert de masse telles les opérations de séchage. Il est défini comme étant un critère pour un transfert thermique convectif par évaporation à pression constante,.
Ce nombre porte le nom de Alexander Adolfovich Gukhman, ingénieur chimiste russe.
On le définit de la manière suivante :
{\displaystyle Gu={\frac {T-T_{m}}{T}}}
avec :
- {\displaystyle T} - température du gaz se déplaçant au-dessus de la surface mouillée (K) ;
- {\displaystyle T_{m}} - température de la surface mouillée (K).